# St. Louis Film Critics Association Awards 2013
La cerimonia della 10ª edizione St. Louis Film Critics Association Awards è stata presentata il 14 dicembre 2013, le candidature erano state annunciate il 9 dicembre.

## Vincitori, secondi e candidati

### Miglior film
- 12 anni schiavo (12 Years a Slave), regia di Steve McQueen
- 2º classificato: American Hustle - L'apparenza inganna (American Hustle), regia di David O. Russell
- Gravity, regia di Alfonso Cuarón
- Lei (Her), regia di Spike Jonze
- Nebraska, regia di Alexander Payne

### Miglior attore
- Chiwetel Ejiofor - 12 anni schiavo (12 Years a Slave)
- 2º classificato: Matthew McConaughey - Dallas Buyers Club
- Christian Bale - American Hustle - L'apparenza inganna (American Hustle)
- Bruce Dern - Nebraska
- Michael B. Jordan - Prossima fermata Fruitvale Station (Fruitvale Station)

### Miglior attore non protagonista
- Jared Leto - Dallas Buyers Club
- 2º classificato: Will Forte - Nebraska
- Barkhad Abdi - Captain Phillips - Attacco in mare aperto (Captain Phillips)
- Michael Fassbender - 12 anni schiavo (12 Years a Slave)
- Harrison Ford - 42 - La vera storia di una leggenda americana (42)

### Miglior attrice
- Cate Blanchett - Blue Jasmine
- 2º classificato: Meryl Streep - I segreti di Osage County (August: Osage County)
- Amy Adams - American Hustle - L'apparenza inganna (American Hustle)
- Sandra Bullock - Gravity
- Judi Dench - Philomena
- Emma Thompson - Saving Mr. Banks

### Miglior attrice non protagonista
- Lupita Nyong'o - 12 anni schiavo (12 Years a Slave)
- 2º classificato: June Squibb - Nebraska
- Scarlett Johansson - Lei (Her)
- Jennifer Lawrence - American Hustle - L'apparenza inganna (American Hustle)
- Léa Seydoux - La vita di Adele (La vie d'Adèle: Chapitres 1 & 2)

### Miglior regista
- Steve McQueen - 12 anni schiavo (12 Years a Slave)
- 2º classificato: Alfonso Cuarón - Gravity
- Spike Jonze - Lei (Her)
- Alexander Payne - Nebraska
- David O. Russell - American Hustle - L'apparenza inganna (American Hustle)

### Migliore adattamento della sceneggiatura
- John Ridley - 12 anni schiavo (12 Years a Slave)
- 2º classificato: Steve Coogan e Jeff Pope - Philomena
- Julie Delpy, Ethan Hawke e Richard Linklater - Before Midnight
- Billy Ray - Captain Phillips - Attacco in mare aperto (Captain Phillips)
- Destin Daniel Cretton - Short Term 12
- Scott Neustadter e Michael H. Weber - The Spectacular Now

### Migliore sceneggiatura originale
- Spike Jonze - Lei (Her)
- 2º classificato: David O. Russell e Eric Warren Singer - American Hustle - L'apparenza inganna (American Hustle)
- Nicole Holofcener - Non dico altro (Enough Said)
- Bob Nelson - Nebraska
- Kelly Marcel e Sue Smith - Saving Mr. Banks

### Miglior fotografia
- Sean Bobbitt - 12 anni schiavo (12 Years a Slave)
- 2º classificato: Emmanuel Lubezki - Gravity
- Philippe Le Sourd - The Grandmaster
- Simon Duggan - Il grande Gatsby (The Great Gatsby)
- Bruno Delbonnel - A proposito di Davis (Inside Llewyn Davis)
- Phedon Papamichael - Nebraska

### Migliori musiche
- Arcade Fire - Lei (Her)
- 2º classificato (ex aequo): Steven Price - Gravity
- 2º classificato (ex aequo): Mark Orton - Nebraska
- Hans Zimmer - 12 anni schiavo (12 Years a Slave)
- Howard Shore - Lo Hobbit - La desolazione di Smaug (The Hobbit: The Desolation of Smaug)
- Thomas Newman - Saving Mr. Banks

### Migliore direzione artistica
- Il grande Gatsby (The Great Gatsby)
- 2º classificato: Lei (Her)
- 12 anni schiavo (12 Years a Slave)
- The Grandmaster
- A proposito di Davis (Inside Llewyn Davis)

### Miglior film in lingua straniera
- La vita di Adele (La vie d'Adèle: Chapitres 1 & 2), regia di Abdellatif Kechiche • Francia
- 2º classificato: La bicicletta verde (Wadjda), regia di Haifaa Al-Mansour • Arabia Saudita / Germania
- Kapringen, regia di Tobias Lindholm • Danimarca
- Il sospetto (Jagten), regia di Thomas Vinterberg • Danimarca
- No - I giorni dell'arcobaleno (No), regia di Pablo Larraín • Cile

### Miglior film di animazione
- Frozen - Il regno di ghiaccio (Frozen), regia di Chris Buck e Jennifer Lee
- 2º classificato: Si alza il vento (風立ちぬ), regia di Hayao Miyazaki
- I Croods (The Croods), regia di Kirk De Micco e Chris Sanders
- Cattivissimo me 2 (Despicable Me 2), regia di Pierre Coffin e Chris Renaud
- Monsters University, regia di Dan Scanlon

### Migliore scena
- 12 anni schiavo (12 Years a Slave) - La scena dell'impiccagione
- 2º classificato: Gravity - Scena di apertura
- Captain Phillips - Attacco in mare aperto (Captain Phillips) - La scena verso la fine del film in cui Tom Hanks viene controllato dal personale medico militare e lui improvvisamente crolla a terra.
- Lei (Her) - Scena di sesso orale
- Come un tuono (The Place Beyond the Pines) - La scena d'apertura in cui Ryan Gosling sta camminando in mezzo alla festa di carnevale.

### Migliori effetti speciali
- Gravity
- 2º classificato: Lo Hobbit - La desolazione di Smaug (The Hobbit: The Desolation of Smaug)
- Iron Man 3
- Pacific Rim
- Into Darkness - Star Trek (Star Trek Into Darkness)
- Thor: The Dark World

### Migliore colonna sonora
- A proposito di Davis (Inside Llewyn Davis)
- 2º classificato: Frozen - Il regno di ghiaccio (Frozen)
- American Hustle - L'apparenza inganna (American Hustle)
- Cattivissimo me 2 (Despicable Me 2)
- Il grande Gatsby (The Great Gatsby)
- Muscle Shoals

### Miglior documentario
- Blackfish, regia di Gabriela Cowperthwaite
- 2º classificato (ex aequo): L'atto di uccidere (The Act of Killing), regia di Joshua Oppenheimer
- 2º classificato (ex aequo): Stories We Tell, regia di Sarah Polley
- 20 Feet from Stardom, regia di Morgan Neville
- Muscle Shoals, regia di Greg Camalier

### Migliore commedia
- Non dico altro (Enough Said), regia di Nicole Holofcener (ex aequo)
- La fine del mondo (The World's End), regia di Edgar Wright (ex aequo)
- Corpi da reato (The Heat), regia di Paul Feig
- Nebraska, regia di Alexander Payne
- C'era una volta un'estate (The Way, Way Back), regia di Nat Faxon

### Miglior film d'autore
- Short Term 12, regia di Destin Daniel Cretton
- 2º classificato (ex aequo): La vita di Adele (La vie d'Adèle: Chapitres 1 & 2), regia di Abdellatif Kechiche
- 2º classificato (ex aequo): Frances Ha, regia di Noah Baumbach
- Senza santi in paradiso (Ain't Them Bodies Saints), regia di David Lowery
- Before Midnight, regia di Richard Linklater
- In a World... - Ascolta la mia voce (In a World...), regia di Lake Bell

## Assegnazioni multiple di candidature
- 10 candidature: 12 anni schiavo
- 9 candidature: Nebraska
- 7 candidature: American Hustle, Gravity, e Lei
- 3 candidature: La vita di Adele, Captain Phillips, The Great Gatsby, A proposito di Davis, e Saving Mr. Banks
- 2 candidature: Before Midnight, Dallas Buyers Club, Cattivissimo me 2, Non dico altro, Frozen, The Grandmaster, Lo Hobbit - La desolazione di Smaug, Philomena, e Short Term 12